# E Mare Libertas
E Mare Libertas (Latein, zu deutsch etwa „Freiheit aus dem Meere“) ist das nationale Motto und der Name der Nationalhymne der Mikronation Sealand. 
Zu der Nationalhymne existiert nur die Melodie, kein Liedtext. Komponiert wurde sie von dem Londoner Basil Simonenko.

## E MariLibertas?
E Mare Libertas verwendet die wenig belegte Nebenform mare als Ablativ von mare = Meer. Die Normalform des Ablativs wäre mari, E Mari Libertas wäre also „richtiger“. Der Ablativ mare findet sich aber unter anderem bei Ovid (Ars amatoria 3, 94 u. a.). E Mare Libertas ist also nicht falsch.